# Richard Basehart
John Richard Basehart (Zanesville, Ohio, 31 de Agosto de 1914 — Los Angeles, Califórnia, 17 de Setembro de 1984), foi um ator estadunidense.

## Biografia
Começou a carreira trabalhando no rádio e no teatro. Em 1945, depois de passar pela Broadway, foi convidado para atuar em Hollywood, estreando no filme Mansão da Loucura, em 1947, ao lado de Errol Flynn.
Fez o papel do Almirante Nelson na série de TV Viagem ao Fundo do Mar (Voyage to the Bottom of the Sea), em 1964, e estabeleceu uma duradoura relação com o produtor Irwin Allen, participando de alguns telefilmes realizados por ele.
No cinema ficou conhecido ao participar dos clássicos A Trapaça, de Fellini; Os Irmãos Karamazov (porque alguém o achou parecido com Yul Brynner) e Moby Dick, de John Huston. 
Richard também participou da série de TV A Super Máquina, no primeiro episódio das duas partes. Ele era Wilton Knight, o grande milionário que fundou a Fundação pela Lei e Governo e tinha um sonho de combater o crime e a injustiça no mundo. 
Outros filmes de que participou: Decision Before Dawn, Fixed Bayonets! (1951), Cry Wolf, House on Telegraph Hill, Titanic e na TV, Cidade sob o Mar e Degraus do Passado.
No dia 12 de agosto de 1984, antes de completar 70 anos, Richard Basehart atuou como locutor para a cerimônia de encerramento dos Jogos Olímpicos de Verão, em Los Angeles.

## Vida pessoal
Richard Basehart casou três vezes. O primeiro foi em 1940 com Stephanie Klein, até que ela faleceu em 1950. 
O segundo casamento foi em 1951 com Valentina Cortese com quem teve um filho. O relacionamento durou até 1960, quando foi feito o divórcio.
O terceiro e último foi em 1962 com Diana Lotery com quem teve dois filhos; o relacionamento do casal durou até em 17 de setembro de 1984, quando Basehart veio a falecer por falência múltipla de órgãos, aos 70 anos, no Hospital Mount Sinai.
Sepultado no Westwood Village Memorial Park Cemetery.